# Kościół poewangelicki w Bisztynku
Kościół poewangelicki – jeden z zabytkowych kościołów w Bisztynku, w województwie warmińsko-mazurskim. Obecnie jest nieużytkowany. Od 2002 roku jest remontowany.
Kamień węgielny pod budowę świątyni został wmurowany w dniu 10 listopada 1883 roku w rocznicę urodzin Marcina Lutra. Koszt budowy został oszacowany na sumę 50 tysięcy ówczesnych marek niemieckich. W dniu 29 listopada 1888 roku budowla została oddana do użytku. W tym samym dniu konsekrował ją superintendent (odpowiednik biskupa w kościele rzymskokatolickim) D. Carus. kościół został wzniesiony w stylu neogotyckim. W 1945 roku i w latach późniejszych wyposażenie świątyni zostało rozszabrowane. W dniu 29 stycznia 1945 roku żołnierze Armii Czerwonej ostrzelali kościół ogniem karabinów maszynowych. Do dziś widoczne są po tym ślady na elewacji północnej. Od 1945 roku świątynia nie spełniała już funkcji religijnych i wyznaniowych. W kościele został urządzony magazyn mebli. W latach siedemdziesiątych XX wieku budowla została zniszczona przez pożar. Prawdopodobnie został on wzniecony po to, aby ukryć malwersacje finansowe w handlu meblami. Ruiny świątyni straszyły przez wiele lat. W 2002 roku gmina ewangelicka przekazała zniszczony obiekt rzymskokatolickiej parafii św. Macieja i Przenajdroższej Krwi Pana Jezusa. W tym samym roku ówczesny proboszcz tej parafii, ksiądz Stanisław Majewski, rozpoczął remont kościoła. Dzięki jego zaangażowaniu została odbudowana wieża, konstrukcja dachu, została założona nowa instalacja elektryczna, wnętrze zostało otynkowane.